# Specie di Opuntia
Elenco delle specie di Opuntia:

## A

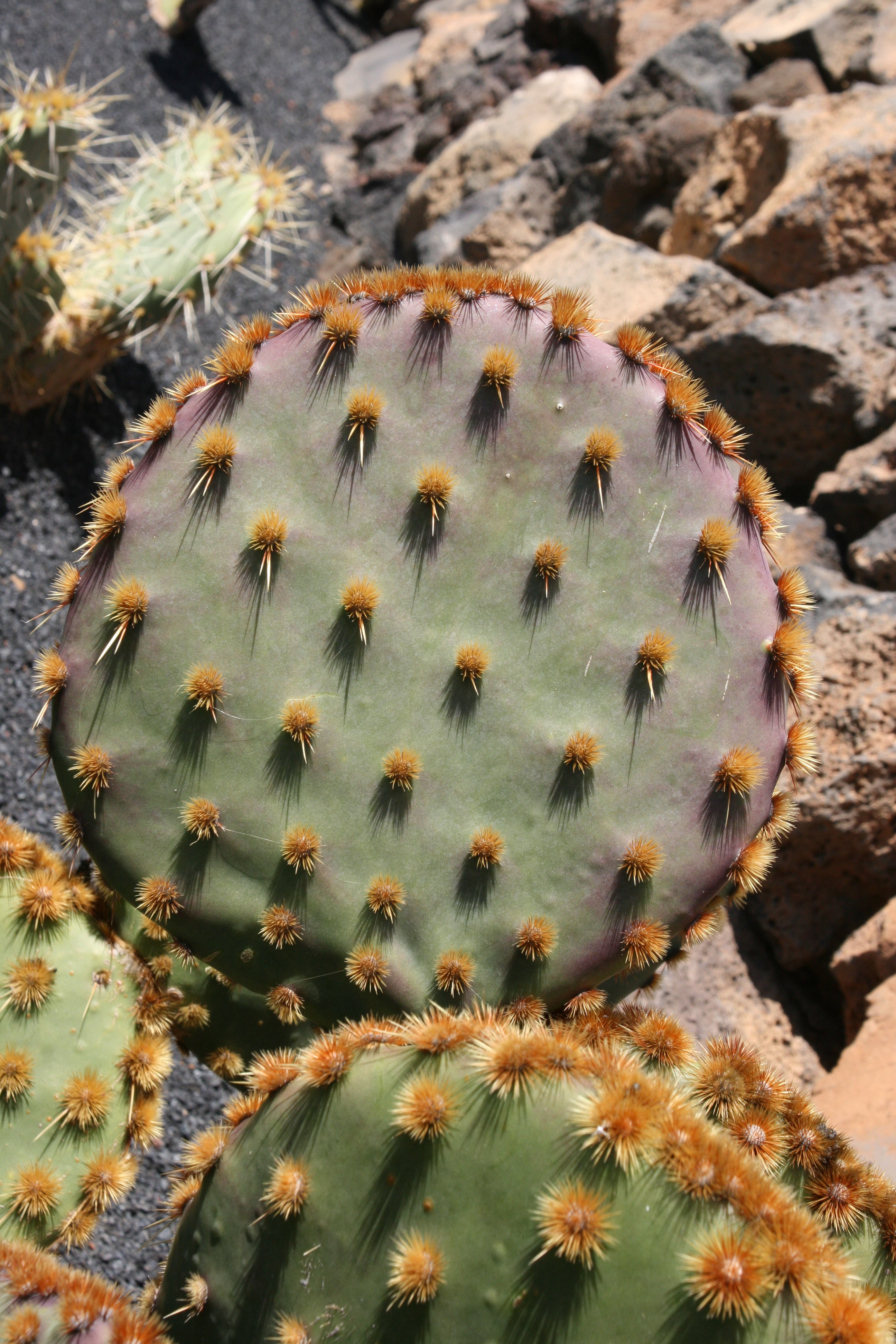
Opuntia aciculata

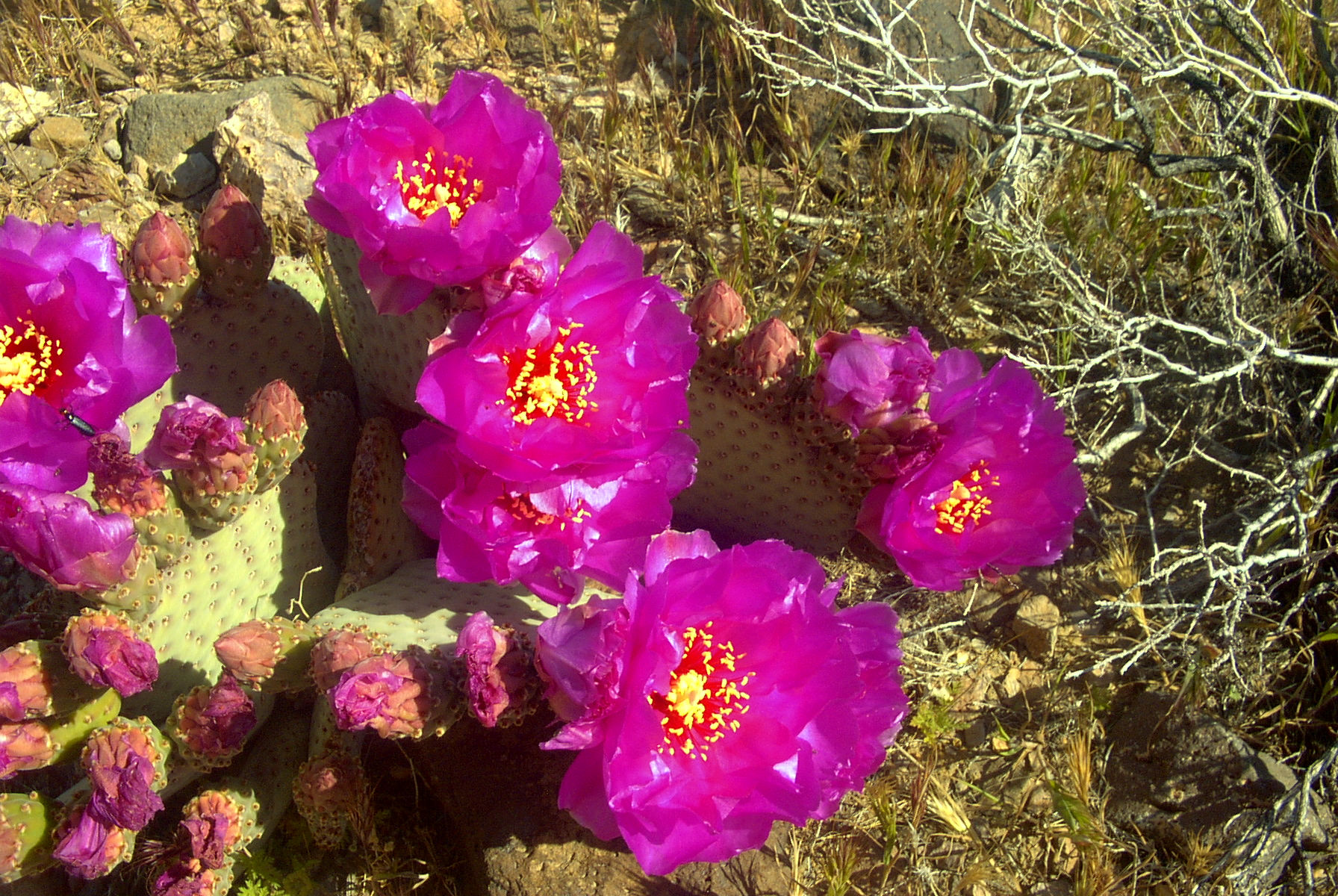
Opuntia basilaris

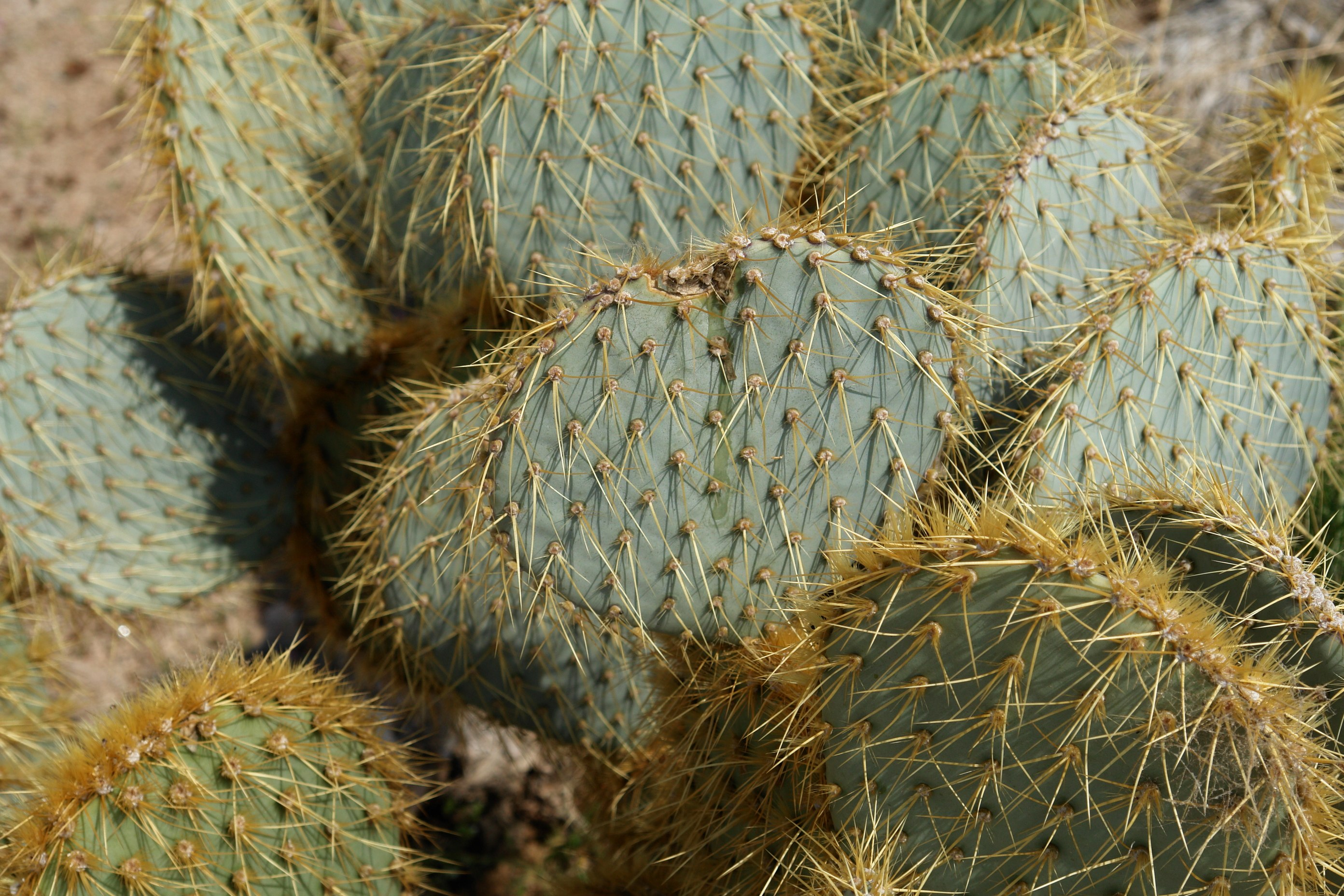
Opuntia chlorotica

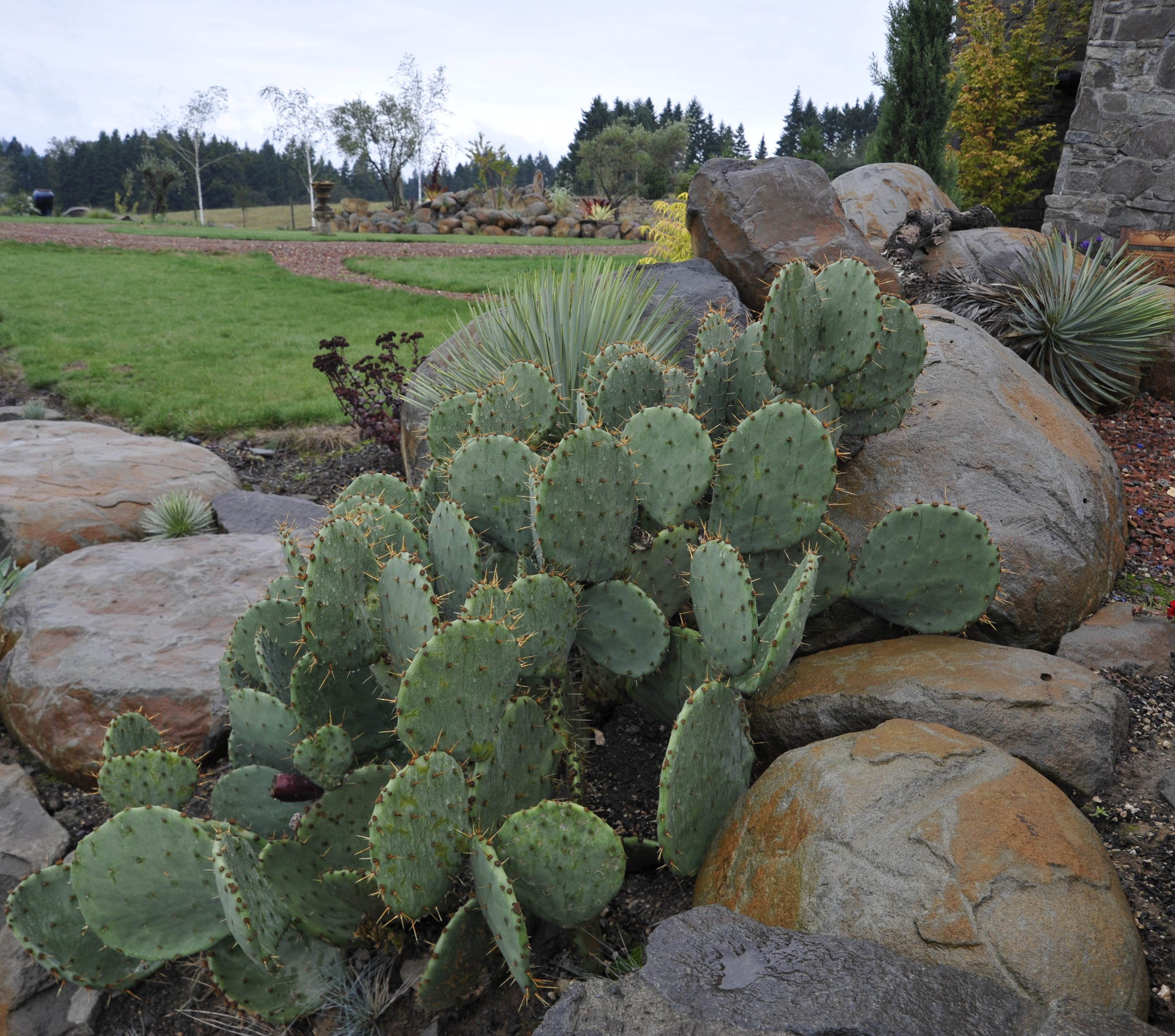
Opuntia cyclodes

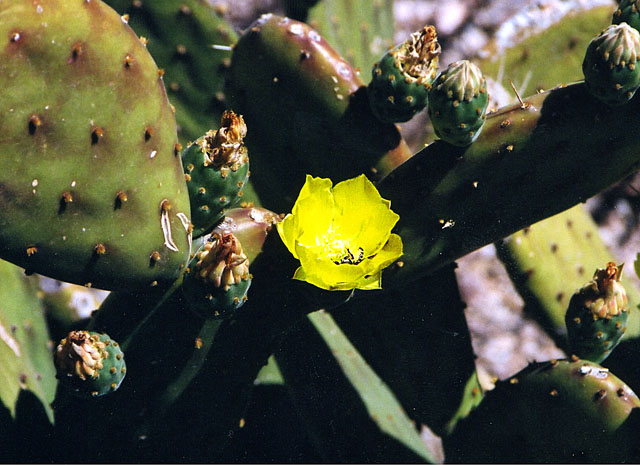
Opuntia decumbens

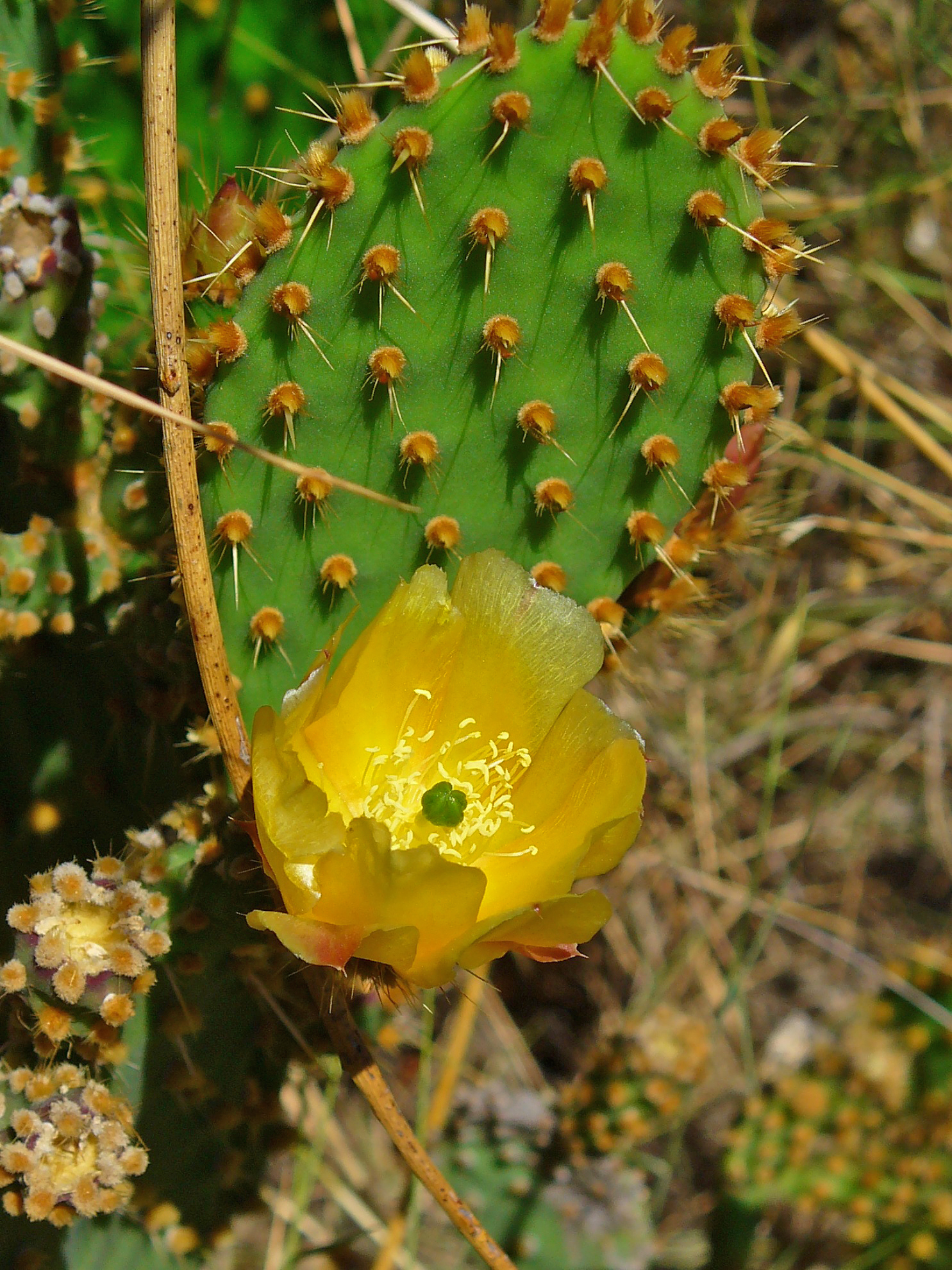
Opuntia engelmannii

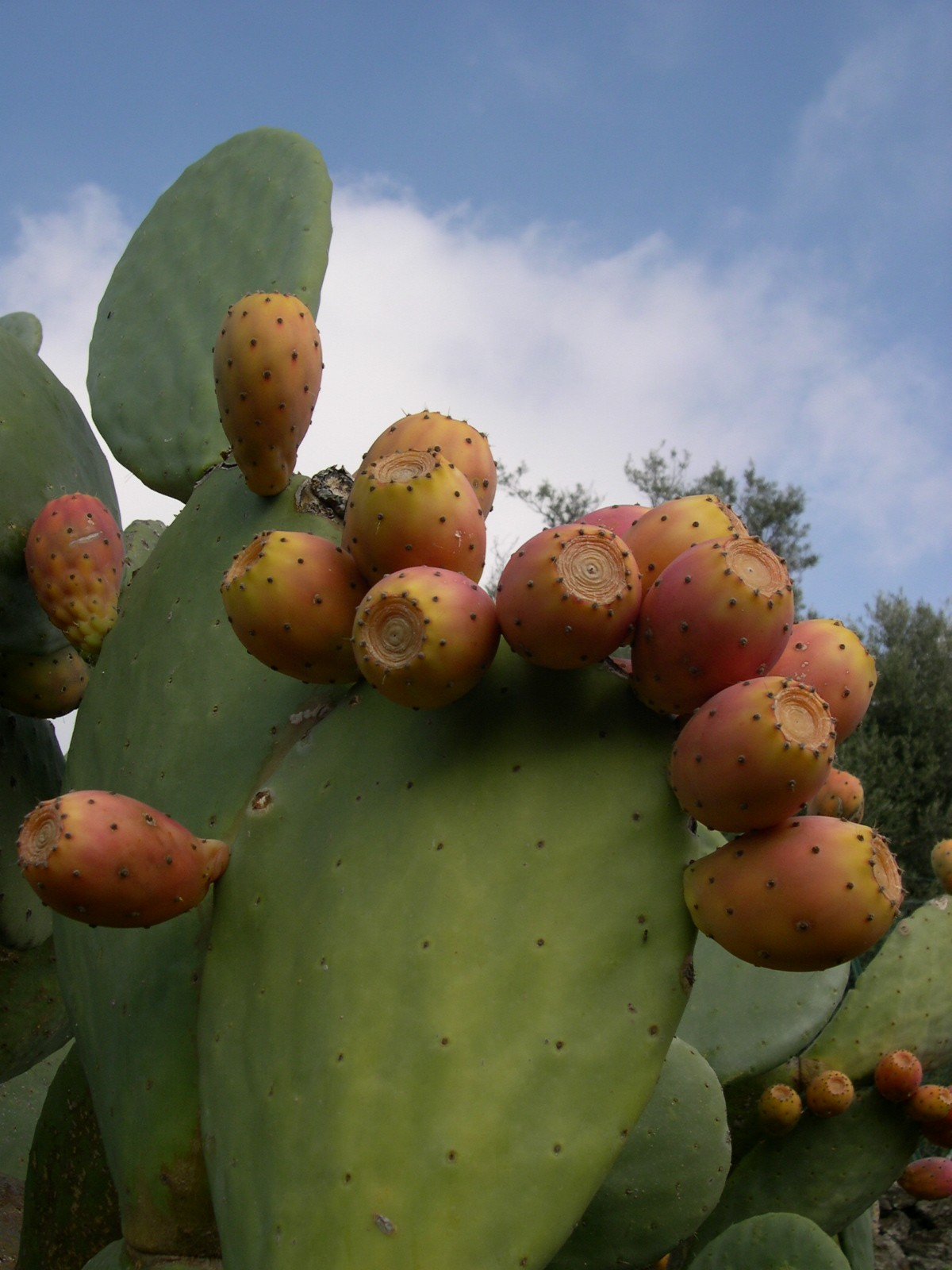
Opuntia ficus-indica

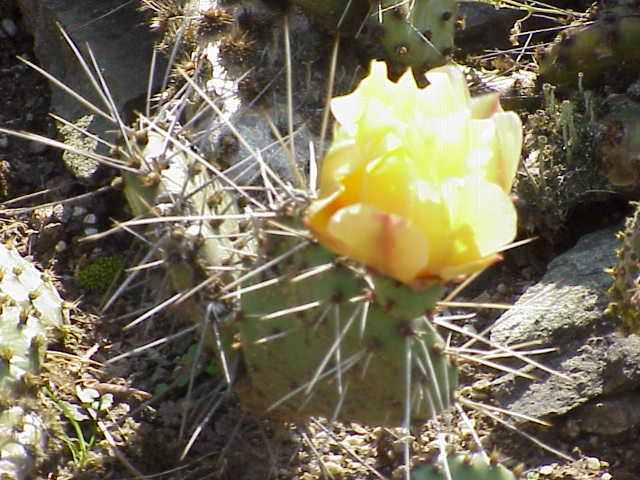
Opuntia humifusa

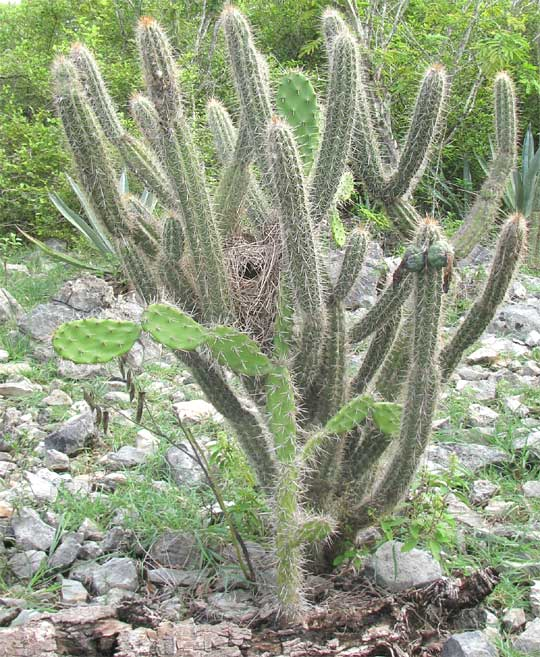
Opuntia inaperta

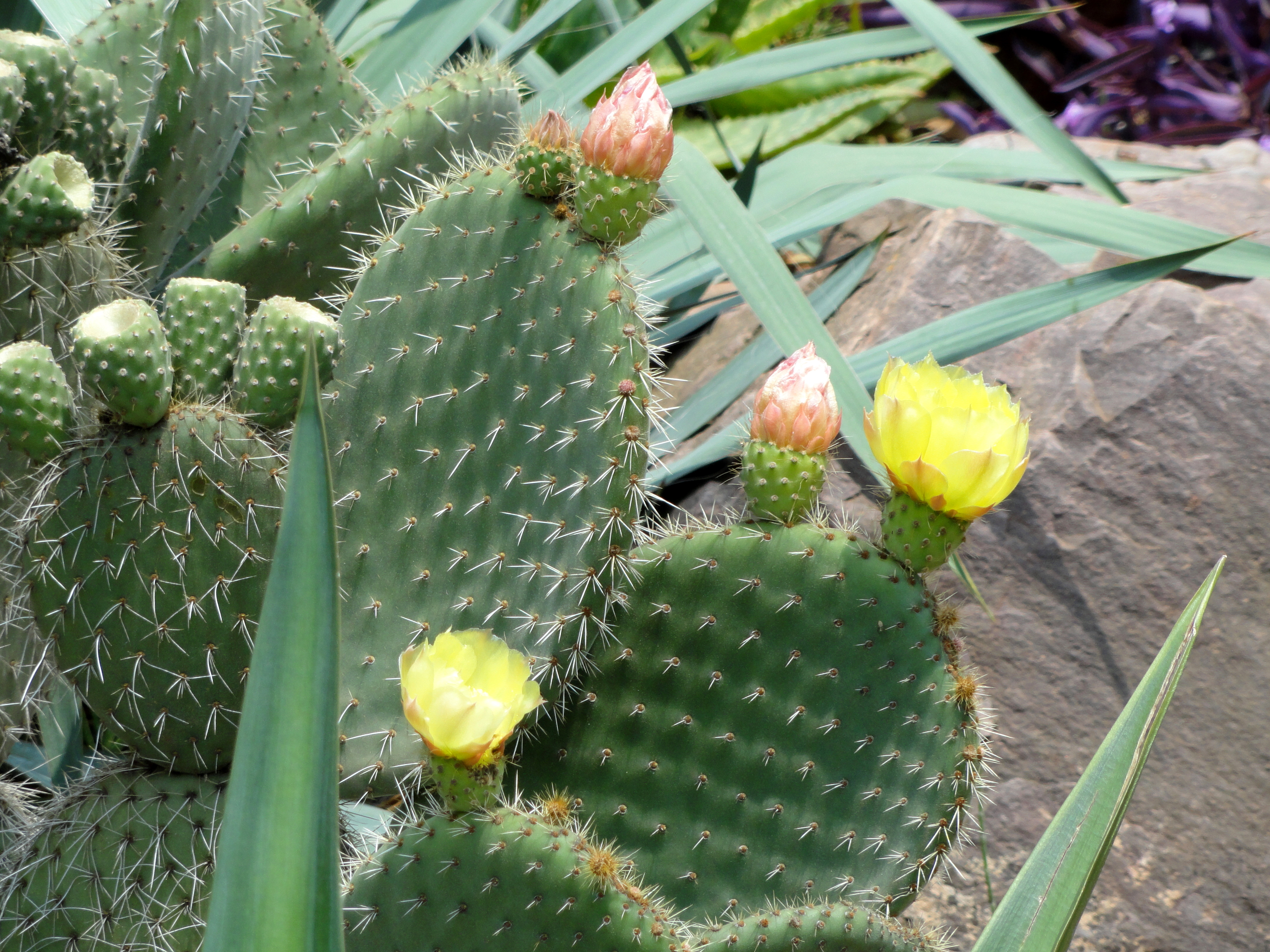
Opuntia leucotricha

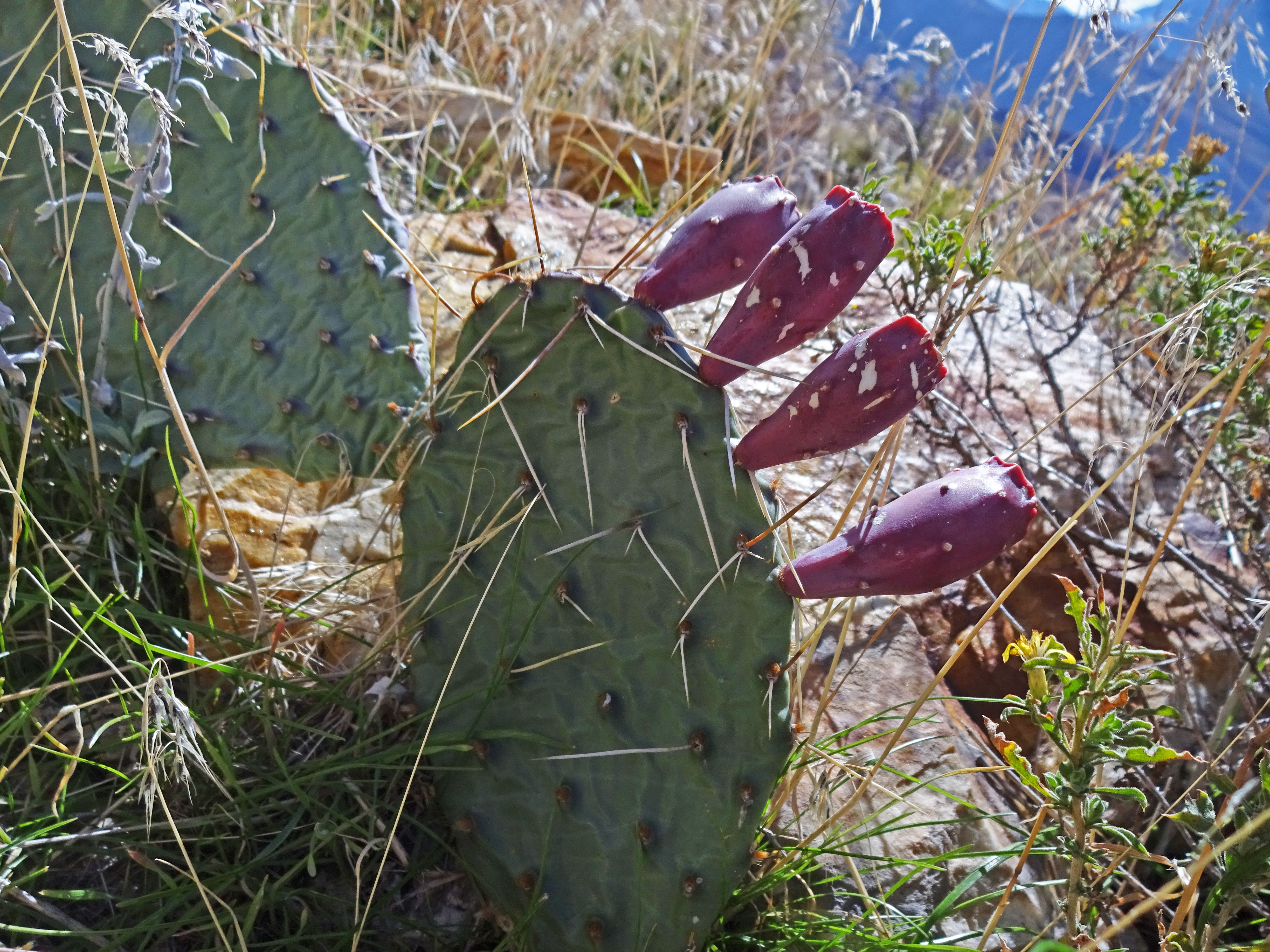
Opuntia macrorhiza

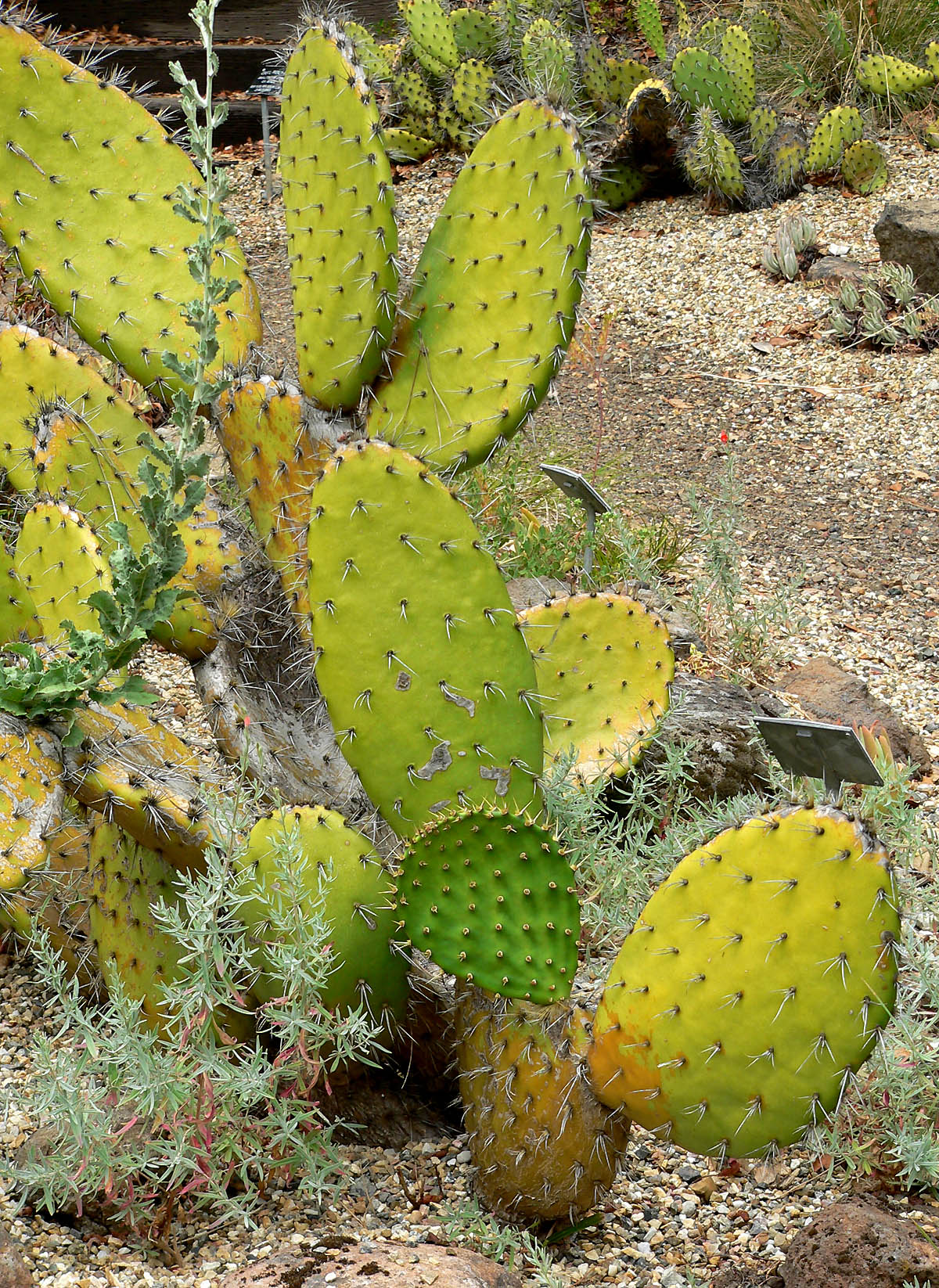
Opuntia oricola

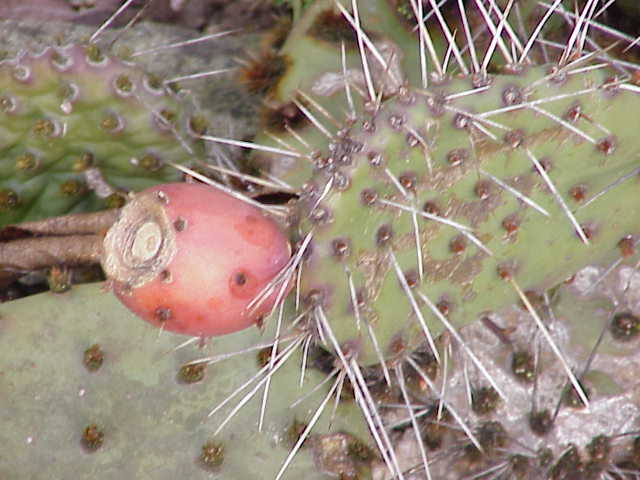
Opuntia phaeacantha

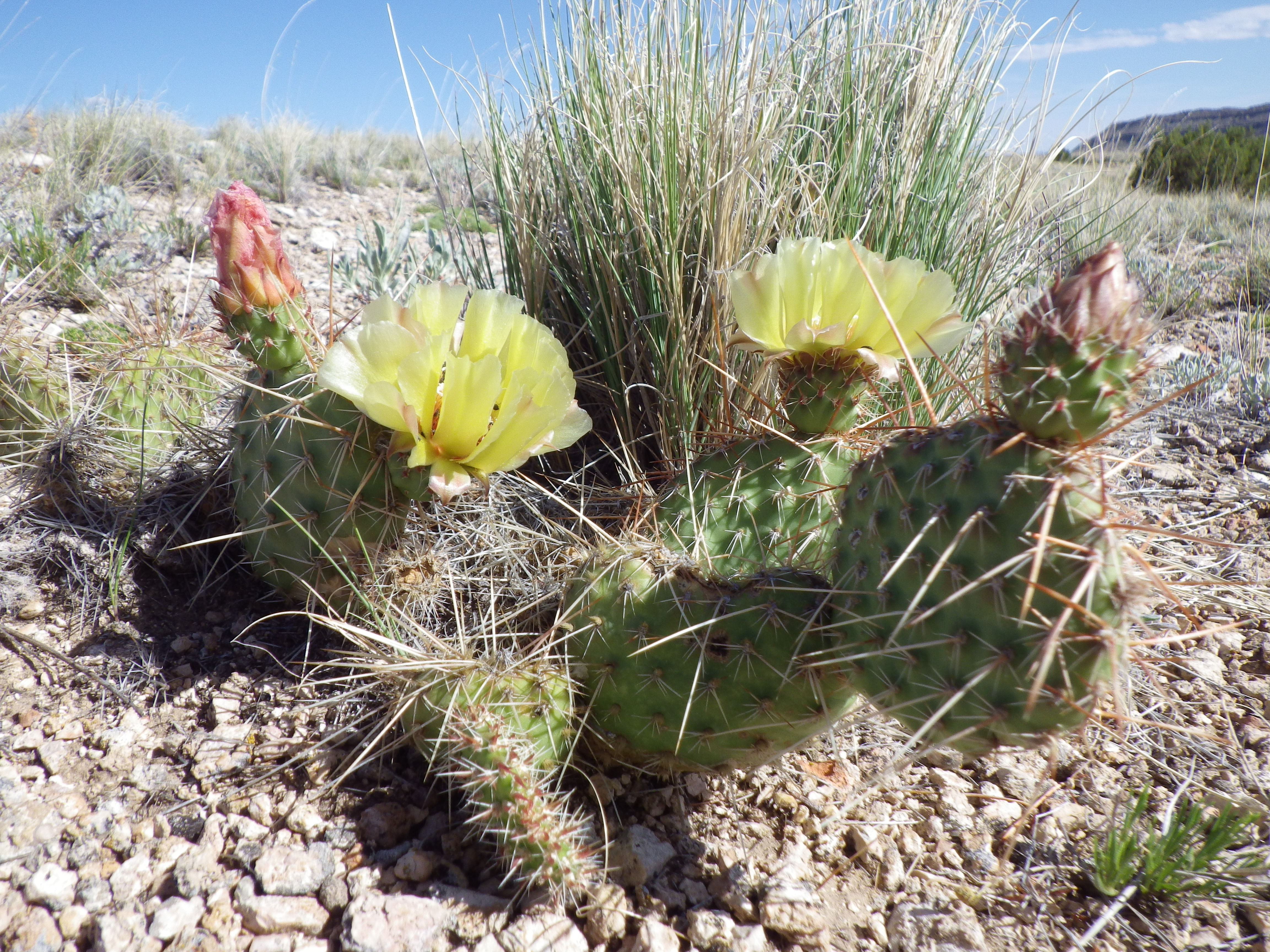
Opuntia polyacantha

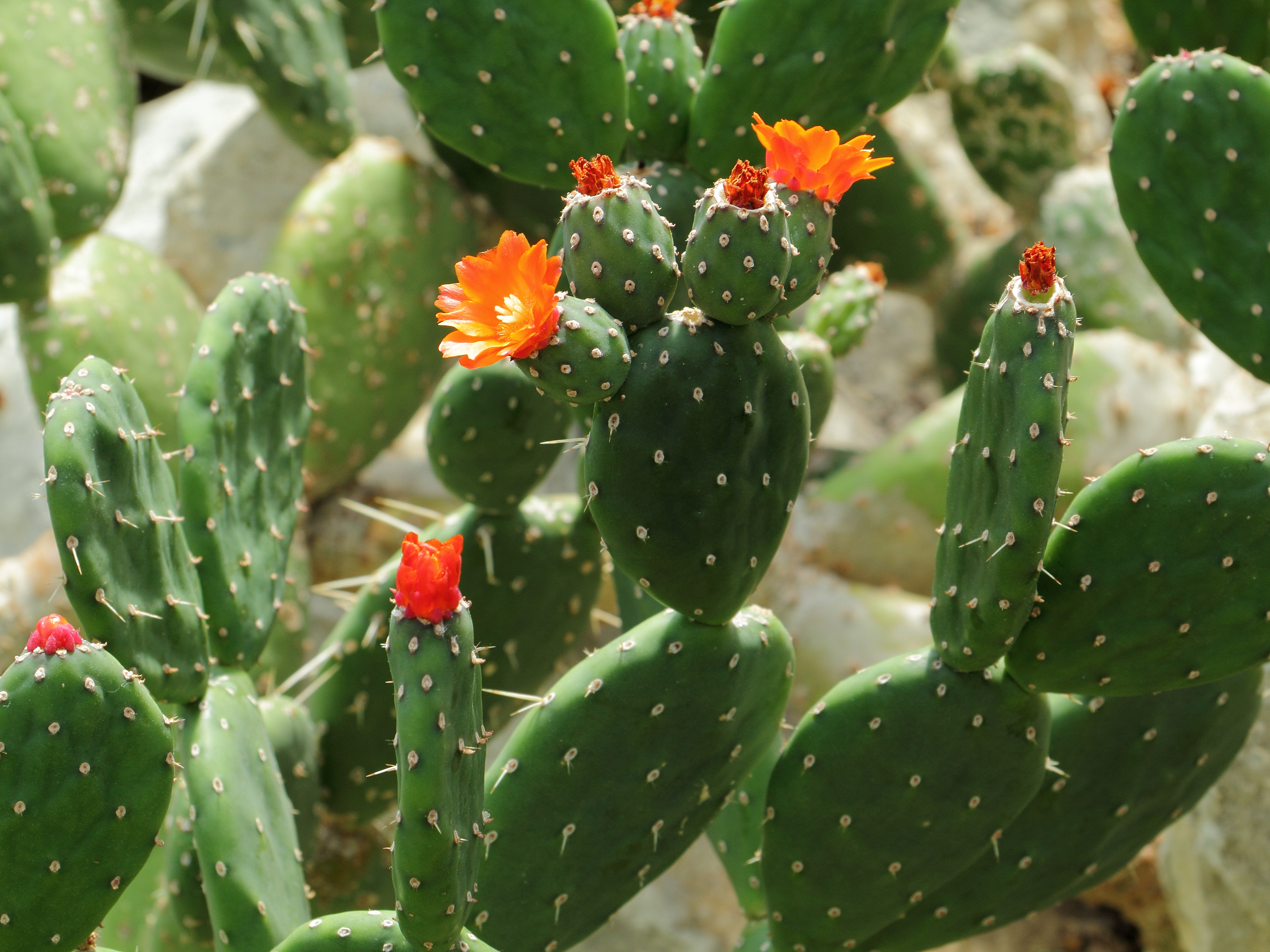
Opuntia quitensis

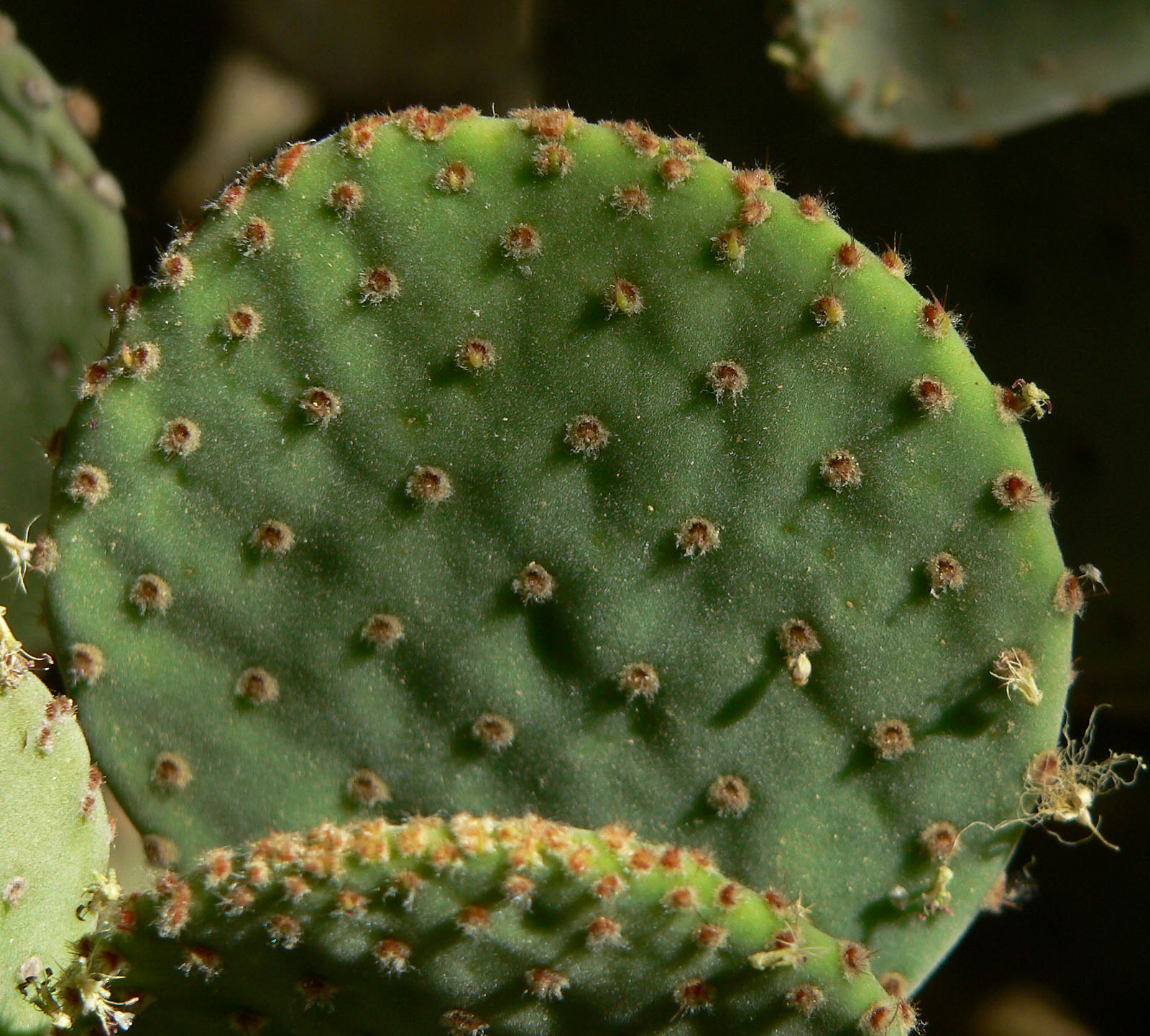
Opuntia rufida

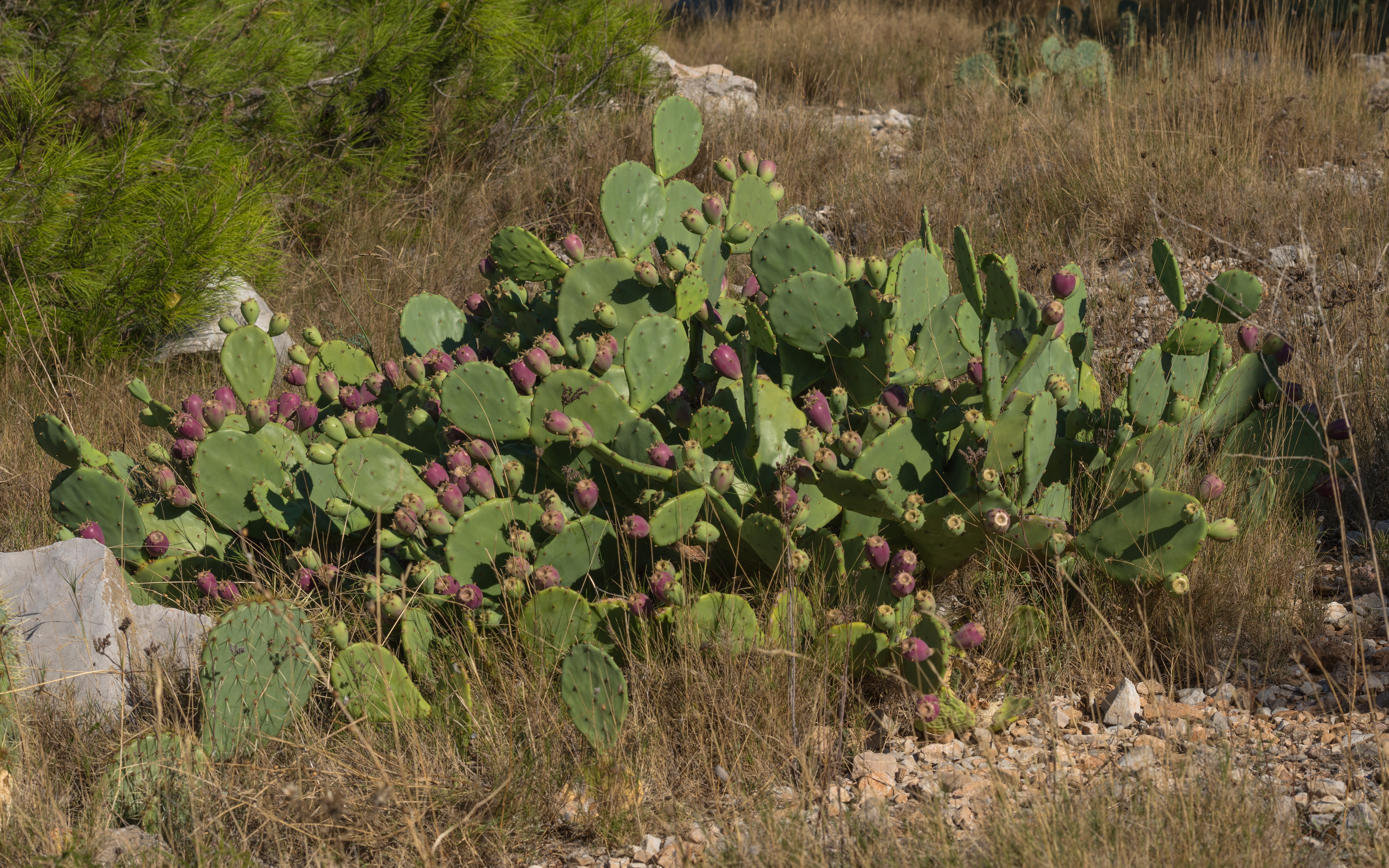
Opuntia stricta

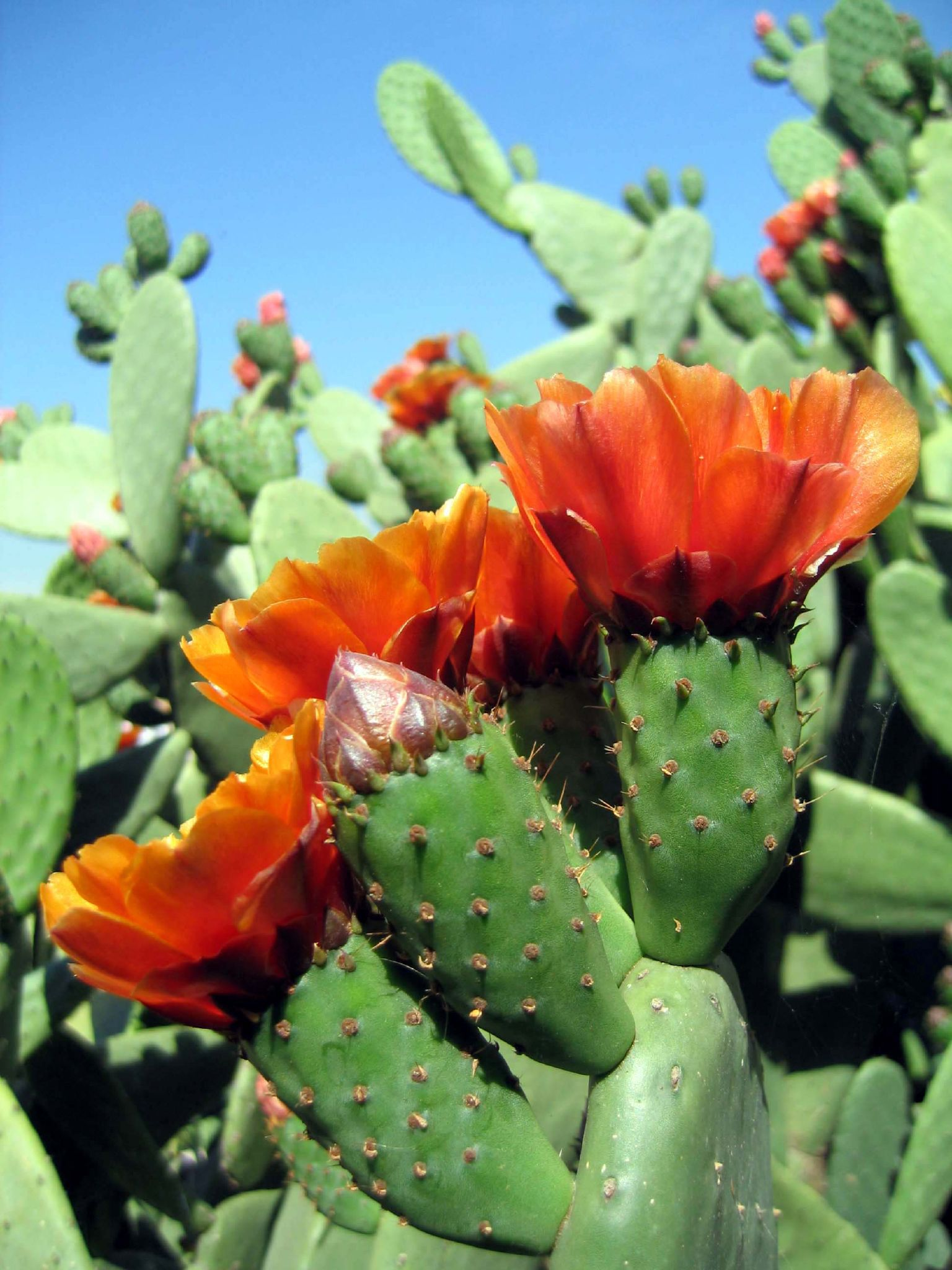
Opuntia tomentosa

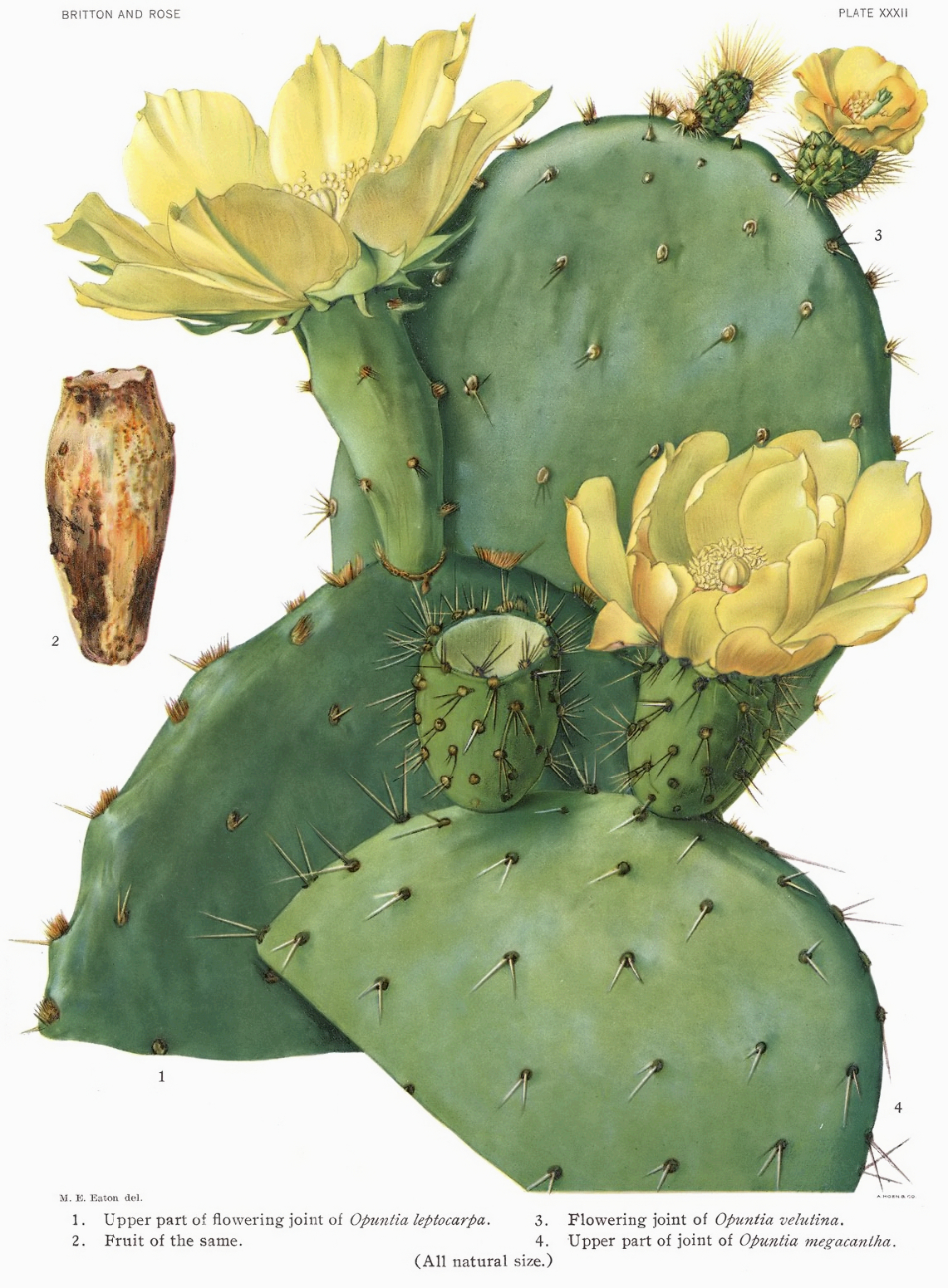
Opuntia velutina

- Opuntia abjecta Small ex Britton & Rose
- Opuntia aciculata Griffiths
- Opuntia × aequatorialis Britton & Rose
- Opuntia × alta Griffiths
- Opuntia altomagdalenensis Xhonneux
- Opuntia amarilla Griffiths
- Opuntia anahuacensis Griffiths
- Opuntia × andersonii H.M.Hern., Gómez-Hin. & Bárcenas
- Opuntia arechavaletae Speg.
- Opuntia atrispina Griffiths
- Opuntia auberi Pfeiff.
- Opuntia aurantiaca Lindl.
- Opuntia aurea E.M.Baxter
- Opuntia aureispina (S.Brack & K.D.Heil) Pinkava & B.D.Parfitt
- Opuntia austrina Small
- Opuntia azurea Rose

## B
- Opuntia basilaris Engelm. & J.M.Bigelow
- Opuntia bonplandii (Kunth) F.A.C.Weber
- Opuntia bravoana E.M.Baxter

## C
- Opuntia camanchica Engelm. & J.M.Bigelow
- Opuntia caracassana Salm-Dyck
- Opuntia × carstenii R.Puente & C.Hamann
- Opuntia cespitosa Raf.
- Opuntia chaffeyi Britton & Rose
- Opuntia × charlestonensis Clokey
- Opuntia chiangiana Scheinvar & Manzanero
- Opuntia chisosensis (M.S.Anthony) D.J.Ferguson
- Opuntia chlorotica Engelm. & J.M.Bigelow
- Opuntia clarkiorum Rebman
- Opuntia cochenillifera (L.) Mill.
- Opuntia × cochinera Griffiths
- Opuntia × coloradensis D.J.Barnett & Donnie Barnett
- Opuntia × columbiana Griffiths
- Opuntia crassa Haw.
- Opuntia crystalenia Griffiths
- Opuntia cubensis Britton & Rose
- Opuntia curassavica (L.) Mill.
- Opuntia × curvispina Griffiths

## D
- Opuntia deamii Rose
- Opuntia × debreczyi Szutorisz
- Opuntia decumbens Salm-Dyck
- Opuntia dejecta Salm-Dyck
- Opuntia delafuentiana Martínez-Gonz., Luna-Vega, Gallegos & García-Sand.
- Opuntia × demissa Griffiths
- Opuntia depressa Rose
- Opuntia dillenii (Ker Gawl.) Haw.
- Opuntia discolor Britton & Rose
- Opuntia drummondii Graham
- Opuntia dulcis Engelm.

## E
- Opuntia eichlamii Rose
- Opuntia elata Link & Otto ex Salm-Dyck
- Opuntia elatior Mill.
- Opuntia elizondoana E.Sánchez & Villaseñor
- Opuntia engelmannii Salm-Dyck ex Engelm.
- Opuntia escuintlensis (Matuda) Lodé
- Opuntia excelsa Sánchez-Mej.

## F
- Opuntia feroacantha Britton & Rose
- Opuntia ficus-indica (L.) Mill.
- Opuntia fragilis (Nutt.) Haw.
- Opuntia fuliginosa Griffiths

## G
- Opuntia galapageia Hensl.
- Opuntia gallegiana Scheinvar & Olalde
- Opuntia gosseliniana F.A.C.Weber
- Opuntia guatemalensis Britton & Rose
- Opuntia guilanchii Griffiths

## H
- Opuntia hitchcockii J.G.Ortega
- Opuntia hondurensis Standl.
- Opuntia howeyi J.A.Purpus
- Opuntia huajuapensis Bravo
- Opuntia humifusa (Raf.) Raf.
- Opuntia hyptiacantha F.A.C.Weber

## I
- Opuntia inaequilateralis A.Berger
- Opuntia inaperta (Schott ex Griffiths) D.R.Hunt

## J
- Opuntia jaliscana Bravo

## L
- Opuntia lagunae E.M.Baxter
- Opuntia lasiacantha Pfeiff.
- Opuntia leucotricha DC.
- Opuntia littoralis (Engelm.) Cockerell
- Opuntia lutea (Rose) D.R.Hunt

## M
- Opuntia mackensenii Rose
- Opuntia macrocentra Engelm.
- Opuntia macrorhiza  Engelm.
- Opuntia mantaroensis Guiggi
- Opuntia matudae Scheinvar
- Opuntia maxima Mill.
- Opuntia megapotamica Arechav.
- Opuntia megarrhiza Rose
- Opuntia mesacantha Raf.
- Opuntia microdasys (Lehm.) Pfeiff.
- Opuntia militaris Britton & Rose
- Opuntia monacantha Haw.

## N
- Opuntia nemoralis Griffiths

## O
- Opuntia × occidentalis Engelm. & J.M.Bigelow
- Opuntia ochrocentra Small ex Britton & Rose
- Opuntia orbiculata Salm-Dyck ex Pfeiff.
- Opuntia oricola Philbrick

## P
- Opuntia pachyrrhiza H.M.Hern., Gómez-Hin. & Bárcenas
- Opuntia parviclada S.Arias & Gama
- Opuntia peckii J.A.Purpus
- Opuntia perotensis Scheinvar, Olalde & Gallegos
- Opuntia phaeacantha Engelm.
- Opuntia pilifera F.A.C.Weber
- Opuntia pinkavae B.D.Parfitt
- Opuntia pittieri Britton & Rose
- Opuntia polyacantha Haw.
- Opuntia pottsii Salm-Dyck
- Opuntia preciadoae Scheinvar, Olalde, Gallegos & J.Morales S.
- Opuntia puberula Pfeiff.
- Opuntia pubescens H.L.Wendl. ex Pfeiff.
- Opuntia pycnantha Engelm.

## Q
- Opuntia quimilo K.Schum.
- Opuntia quitensis F.A.C.Weber

## R
- Opuntia rastrera F.A.C.Weber
- Opuntia repens Bello
- Opuntia retrorsa Speg.
- Opuntia ritteri A.Berger
- Opuntia robinsonii J.G.Ortega
- Opuntia robusta H.L.Wendl. ex Pfeiff.
- Opuntia × rooneyi M.P.Griff.
- Opuntia rufida Engelm.
- Opuntia rzedowskii Scheinvar

## S
- Opuntia sanguinea Proctor
- Opuntia scheeri F.A.C.Weber
- Opuntia schumannii F.A.C.Weber ex A.Berger
- Opuntia setocarpa Arreola-Nava, Guzm.-Hern. & Cuevas
- Opuntia soederstromiana Britton & Rose
- Opuntia spinosibacca M.S.Anthony
- Opuntia spinulifera Salm-Dyck
- Opuntia stenarthra K.Schum.
- Opuntia stenopetala Engelm.
- Opuntia streptacantha Lem.
- Opuntia stricta (Haw.) Haw.
- Opuntia strigil Engelm.
- Opuntia sulphurea G.Don ex Salm-Dyck

## T
- Opuntia tapona  Engelm. ex J.M.Coult.
- Opuntia tehuacana S.Arias & U.Guzmán
- Opuntia tehuantepecana (Bravo) Bravo
- Opuntia tezontepecana Gallegos & Scheinvar
- Opuntia tomentosa Salm-Dyck
- Opuntia tortispina Engelm. & J.M.Bigelow
- Opuntia triacanthos (Willd.) Sweet
- Opuntia tuna (L.) Mill.
- Opuntia tunoidea Gibbes

## V
- Opuntia × vaseyi (J.M.Coult.) Britton & Rose
- Opuntia velutina F.A.C.Weber

## W
- Opuntia wilcoxii Britton & Rose

## Z
- Opuntia zacuapanensis A.Berger
- Opuntia zamudioi Scheinvar